# Neoplectops nudibasis
Neoplectops nudibasis là một loài ruồi trong họ Tachinidae.